# Церква Святого Василя (Лікіцари)
Церква Святого Василя — єдиний дерев'яний храм Перечинського району у селі Лікіцари Закарпатської області, пам'ятка архітектури національного значення (№ 193). Церква збудована з ялини у XVII ст., триверхою, бойківського стилю, сучасного вигляду набула під час перебудови 1748 року.

## Архітектура
Церква дерев'яна, тризрубна, тридільна, з ялинових брусів. Кутові з'єднання зроблені врубками у простий замок з двобічним вирізом з потайним прямим шипом. П'ятистінний зруб нави і бабинця, а також вівтарна частина, покриті одним високим дахом м'яких обрисів. Над бабинцем підіймається невисока квадратна башта з бароковим завершенням. Схожа невелика баня розташована над східним зрубом. Будівлю оперізує піддашшя, яке спирається на випуски вінців зрубу. По периметру піддашшя й даху проходить профільований карниз із цільного брусу. Підлога викладена з рваних плит пісковика. Донедавна завершення церкви було вкрито бляхою, але коштами місцевої громади її зняли і поклали ґонтове покриття.
Муровано-дерев'яна дзвіниця збудована у XIX або XX ст. У 1985 році змінили інтер'єр: настелили дерев'яну підлогу, стіни і стелю обшили прес-картоном, провели електрику, перефарбували трирядний іконостас. Дерев'яна каркасна дзвіниця стоїть на високому кам'яному підмурівку.
В радянські часи церква охоронялась як пам'ятка архітектури Української РСР (№ 193). В 2018 році церква визнана об'єктом культурної спадщини національного значення, який внесено до Державного реєстру нерухомих пам'яток України (№ 070037).